# Tituly a vyznamenání Konrada Adenauera

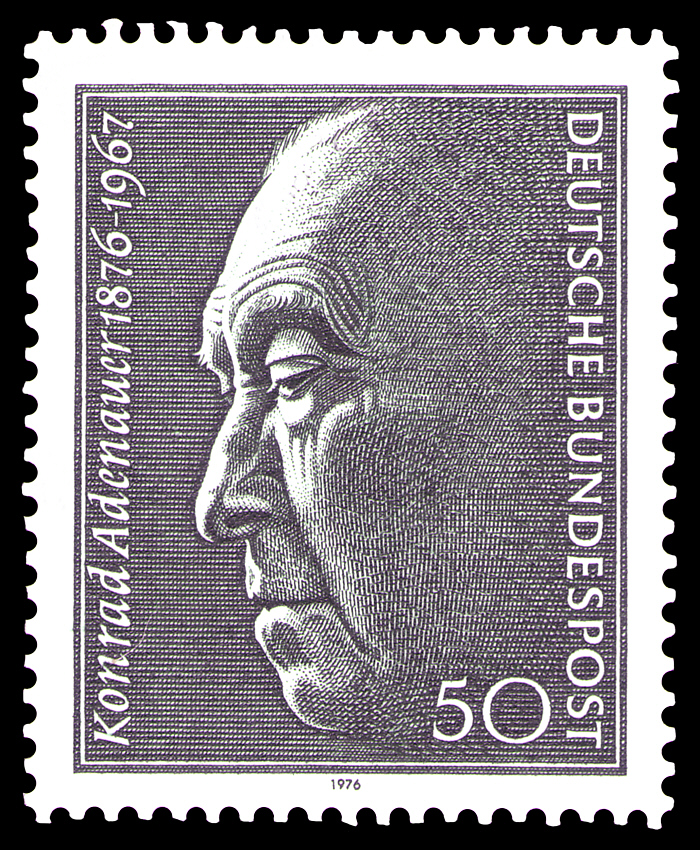
Poštovní známka vydaná při příležitosti 100. výročí narození Konrada Adenaura v roce 1976

Konrad Adenauer během svého života obdržel řadu státních i nestátních, národních i mezinárodních ocenění a vyznamenání, která odráží jeho funkci německého kancléře, kterou zastával od roku 1949. Byl také držitelem více než dvaceti čestných doktorátů, které obdržel od německých i zahraničních univerzit. Také po něm byla pojmenována řada staveb, ulic i dalších objektů.

## Vyznamenání a ocenění

Erb Konrada Adenauera jakožto rytíře Nejvyššího řádu Kristova

### Státní vyznamenání

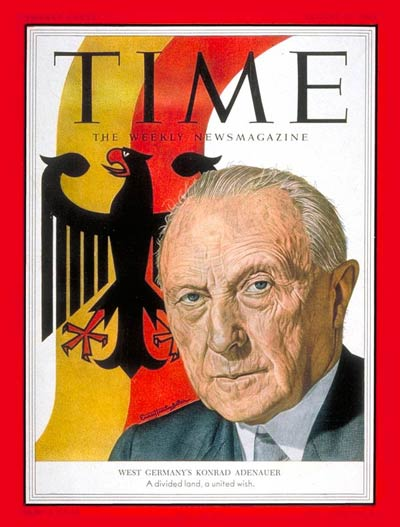
Obálka časopisu Time z roku 1953

- Afghánistán
  -  Řád nejvyššího slunce I. třídy s řetězem – 1963[1]
- Argentina
  -  velkokříž Květnového řádu – 14. srpna 1953[2]
  -  velkokříž Řádu osvoboditele generála San Martína – 21. března 1962[1]
- Bavorsko
  -  Bavorský řád za zásluhy – 3. května 1958[3]
- Belgie
  -  velkodůstojník Řádu Leopolda – 22. září 1956[4]
- Bolívie
  -  velkokříž Řádu andského kondora – 28. dubna 1955[1]
- Brazílie
  -  velkokříž Řádu Jižního kříže – 6. července 1953 – podle Tammanna bylo toto vyznamenání překvapivé s ohledem na to, že Brazílie byla jedinou jihoamerickou zemí, která za druhé světové války vyslala své jednotky do boje proti Německu, ocenění mělo být chápáno jako akt usmíření[5]
- Dominikánská republika
  -  velkokříž Řádu za zásluhy Duarta, Sáncheze a Melly – 21. listopadu 1954[1]
- Ekvádor
  -  velkokříž Národního řádu za zásluhy – 10. ledna 1955[1]
- Etiopské císařství
  -  velkokříž Řádu svaté Trojice – 24. listopadu 1954[1]
- Francie
  -  velkokříž Řádu čestné legie – 1962[6]
- Haiti
  -  velkokříž Národního řádu cti a zásluh – 20. prosince 1955[1]
- Chile
  -  velkokříž Řádu za zásluhy – 30. března 1954[1]
- Írán
  -  velkohvězda Řádu koruny – 9. srpna1955[1]
- Island
  -  velkokříž Řádu islandského sokola – 29. ledna 1955[7] – jediný skandinávský řád, který Konrad Adenauer během svého života obdržel[1]
- Itálie
  -  velkokříž Řádu zásluh o Italskou republiku – 31. prosince 1953[8][9] – první evropské státní vyznamenání, které Adenauer obdržel po druhé světové válce
- Japonsko
  -  Řád vycházejícího slunce I. třídy – 22. března 1960 – předán mu byl během jeho státní návštěvy Japonska[1]
  -  Řád květů paulovnie – 2. prosince 1963 – předán mu byl japonským velvyslancem Naritou v Bonnu za dlouhodobé porozumění mezi Japonskem a Německem, stejně jako za mír a blahobyt ve světe[1]
- Kolumbie
  -  velkokříž Řádu Boyacá – 30. září 1953[10]
- Kuba
  -  velkokříž Řádu Carlose Manuela de Céspedes – 6. února 1957[1]
- Libérie
  -  velkokříž Řádu africké hvězdy – 7. dubna 1960 – řád mu byl předán liberijským velvyslancem v Bonnu[1]
- Lucembursko
  -  velkokříž Řádu dubové koruny – 1. července 1957[11]
- Madagaskar
  -  velkokříž I. třídy Národního řádu Madagaskaru – 27. srpna 1962[1]
- Mexiko
  -  velkokříž Řádu aztéckého orla – 1955[12]
- Německo
  -  velkokříž speciálního vzoru Záslužného řádu Spolkové republiky Německo – 31. ledna 1954[13]
- Nikaragua
  -  velkokříž se stříbrnou hvězdou Řádu Rubéna Daría – udělen prezidentem L. S. Debaylem[1]
- Nizozemsko
  -  velkokříž Řádu nizozemského lva – 1960 – řád mu byl předán nizozemským velvyslancem v Bonnu van Vredenburchem, stal se tak 819. rytířem velkokříže v historii existence řádu[1][14]
- Pákistán
  -  Řád znamenitosti – 1961[1]
- Peru
  -  velkokříž Řádu peruánského slunce – 18. července 1953[15]
- Portugalsko
  -  velkokříž Řádu Kristova – 24. ledna 1956[16][17]
  -  velkokříž Řádu věže a meče – 15. října 1963[1][17]
- Pruské království
  -  Kříž za zásluhy za válečnou pomoc – 17. března 1917
  -  Železný kříž na Bílé stuze – 2. ledna 1918
  -  rytíř Řádu červené orlice IV. třídy – 30. srpna 1918
- Rakousko
  -  velká čestná dekorace ve zlatě na stuze Čestného odznaku Za zásluhy o Rakouskou republiku – 18. října 1956[18]
- Řecko
  -  velkokříž Řádu Jiřího I. – 16. března 1954[1][19]
- Salvador
  -  velkokříž se stříbrnou hvězdou Řádu José Matíase Delgada – 5. listopadu 1955[1]
- Senegal
  -  velkokříž Národního řádu lva – 1961[1]
- Spojené království
  -  čestný rytíř velkokříže Řádu svatého Michala a svatého Jiří – 31. prosince 1956[20]
- Španělsko
  -  velkokříž Řádu za občanské zásluhy – 27. listopadu 1928[1]
  -  velkokříž Řádu Isabely Katolické – 15. února 1967[1]
- Thajsko
  -  velkostuha Řádu thajské koruny – 11. srpna 1955[1]
  -  velkostuha Řádu bílého slona – 26. července 1960 – udělen při příležitosti státní návštěvy krále Rámy XI. a jeho ženy Sirkit v Německu[1]
- Vatikán
  -  rytíř Řádu zlaté ostruhy – 28. prosince 1955 – udělen papežem Piem XII., jako nositel tohoto ocenění získal teoretické právo vjezdu na koni do kostela[21]
  -  rytíř Nejvyššího řádu Kristova – 1963 – udělen papežem Pavlem VI.[21]
  -  rytíř velkokříže Rytířského řádu Božího hrobu jeruzalémského[22]
- Venezuela
  -  velkodůstojník Řádu osvoboditele – 3. července 1954[1]

### Nestátní ocenění
- Cena Karla Velikého – Cáchy, 1954
- Muž roku 1953 podle časopisu Time

#### Čestná občanství
- Baden-Baden
- Bad Honnef
- Berlín
- Kolín nad Rýnem
- Cadenabbia

## Akademické tituly

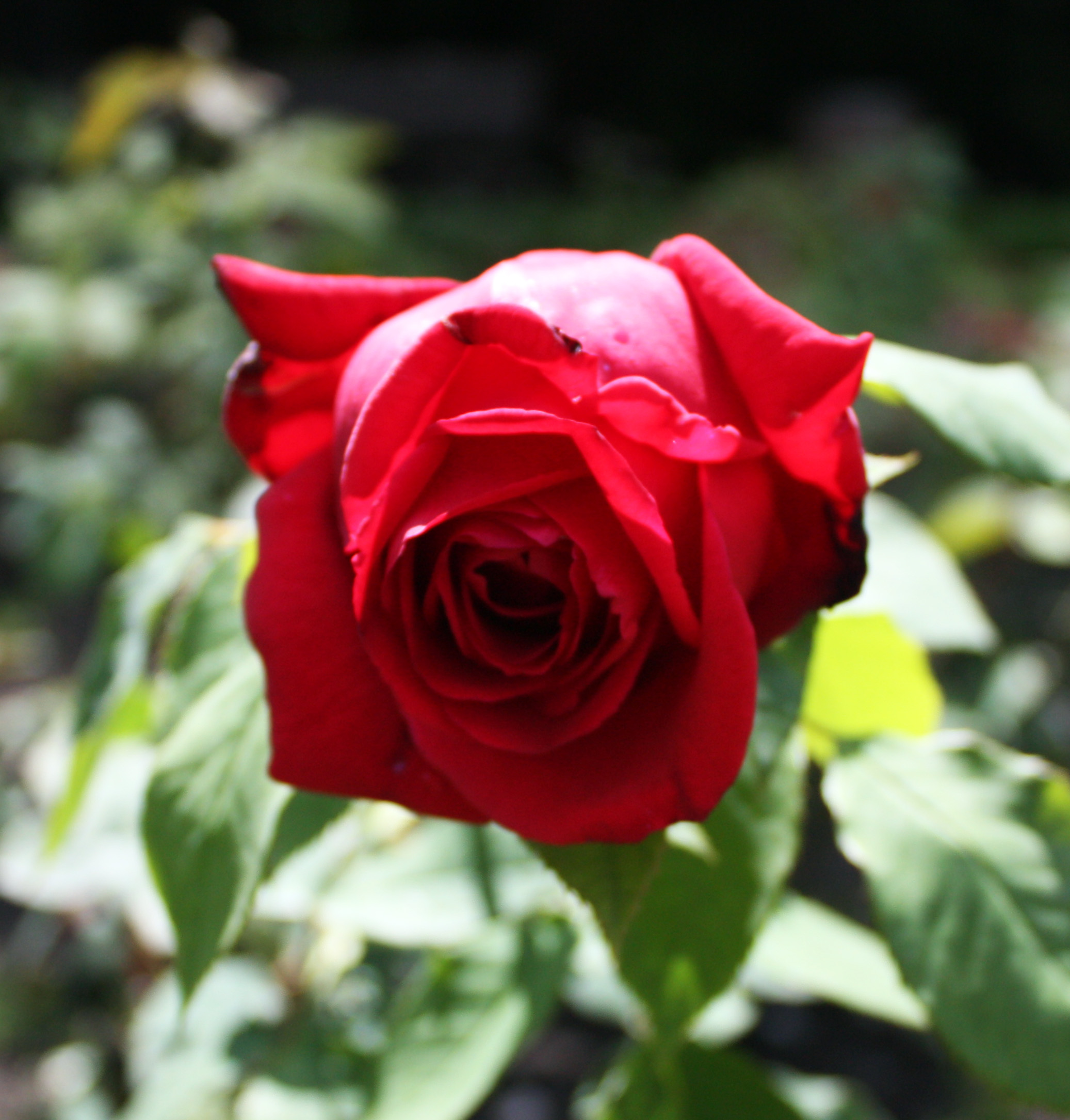
Hybrid čajové růže Konrad Adenauer

Adenauer obdržel celkem 23 čestných doktorátů, z toho bylo pět z Univerzity v Kolíně nad Rýnem a 8 z univerzit ve Spojených státech amerických.

## Eponyma
Po Adenauerovi byla pojmenována řada objektů včetně letiště Köln/Bonn. Jeho jméno nese také berlínské sídlo strany CDU Konrad-Adenauer-Haus. Pojmenována po něm byla také čestná náměstí, ulice a mosty. Jmenuje se po něm i nadace blízká CDU (Nadace Konrada Adenauera, Konrad-Adenauer-Stiftung.